# Караянни, Лела
Лела (Элени) Караянни (греч. Λέλα (Ελένη) Καραγιάννη; 24 июня 1898, Эвбея — 8 сентября 1944, Хайдарион, Афины) — одна из самых известных героинь движения Сопротивления в Греции.
Организатор и руководительница диверсионно-разведывательной группы Бубулина.

## Молодость
Лела (Элени) Караянни, родилась в 1898 году на острове Эвбея, в приморском селе Лимни,
в семье Афанасия Минопулоса и Софии Бубули. Мать была родом с острова Спеце и приходилась родственницей героине Греческой революции (1821—1829) адмиральше Ласкарине Бубулине.
В 1916 году Лела вышла замуж за аптекаря Николаоса Караянниса, беженца из Смирны, обосновавшегося в Афинах, где Лела и прожила всю свою оставшуюся жизнь.
Лела родила 7 детей: Иоанн, Георгиос, Электра, Байрон, Нельсон, Нефели и Элени.
По утверждению Байрона Караянниса, в этой многодетной православной греческой семье любовь к Отечеству была первой в иерархии ценностью.

## Война
С началом итальянского вторжения 28 октября 1940 года, как родители, так и дети сожалели, что не могут принять непосредственного участия в военных действиях. Но четверо из детей, после кратковременной подготовки, стали санитарами-носильщиками при греческом Красном кресте, в то время как самая старшая дочь, Иоанна, сопровождала вагоны с ранеными с фронта.
Греческая армия отразила итальянское вторжение и перенесла военные действия на территорию Албании. Семья Караяннисов, как и вся страна, жила в атмосфере эйфории военных побед, тем более что греческая армия, как и в Балканскую войну (1912—1913) занимала населённые в основном греками районы Северного Эпира, но оставленного в составе создаваемого тогда албанского государства по настоянию «Великих держав».
Угроза полного поражения итальянской армии вынудила вмешаться нацистскую Германию.
Немцы вторглись в Грецию из союзной им Болгарии 6 апреля 1941 года. В тот же день они вторглись и в Югославию. Не сумев взять с ходу греческую Линию Метаксаса на греко-болгарской границе, немецкие дивизии прошли через территорию Югославии и через неприкрытую греко-югославскую границу вышли к Салоникам и в тыл сражавшейся в Албании греческой армии.
Немногочисленный британский корпус, занимавший вторую линию обороны по реке Алиакмон начал поспешную эвакуацию.

## Организация «Бубулина»
С началом тройной, германо-итало-болгарской, оккупации Греции, Лела Караянни создала в июне 1941 году одну из первых организаций Сопротивления. Организация получила имя «Бубулина», в честь её прославленной историей далёкой родственницы.
Организацию она создала и финансировала сама. Штабом организации стал её дом. Вначале организация состояла из её старших детей, родственников и близких знакомых.
Она и сама не знала, чем конкретно будет заниматься её организация. Первое, что для неё было очевидным и безотлагательным — это спасение разрозненных британских солдат, в основном австралийцев и новозеландцев, не успевших покинуть Грецию и прятавшихся у греческого населения, чтобы избежать пленения. Она считала, что спасение союзников — моральный долг греков.
Она завербовала в свою организацию капитана Хрисиниса с его шхуной и на свои деньги организовала эвакуацию группы англичан на шхуне на Ближний Восток.
Почти сразу после создания организации, в июне 1941 года, по подозрению в участии в Сопротивлении, были арестованы её сын Георгий и дочки Иоанна и Электра. Но за неимением конкретных обвинений, оккупационные власти освободили их. Аресты не испугали Лелу, она продолжила деятельность своей организации. Последовали новые успешные эвакуации групп союзных солдат на Ближний Восток. После каждого успешного завершения рейса союзная радиостанция Каира передавала фразу «Джаксон — Джаксон спасибо за аромат», ссылка на аптеку Караяннисов, которая продавала и парфюмерию.
Спасение союзных солдат обеспечило контакт с Ближневосточным штабом союзников, по заданию которого она стала собирать и передавать данные о передвижениях оккупационных войск.
В октябре 1941 года, по доносу, была арестована сама Лела и обвиняемая в шпионаже была заключена в тюрьму Авероф. Она предстала перед итальянским трибуналом, но за отсутствием улик была освобождена.
После своего освобождения Лела постепенно расширила свою сеть, и число членов организации превысило 100 человек. Организация внедрилась во многие оккупационные службы греческой столицы и её членами стали некоторые немецкие, австрийские и итальянские антифашисты, рядовые и офицеры.
Кроме информации, передаваемой в Ближневосточный союзный штаб, организация стала также производить диверсионные акты.
Одновременно «Бубулина» помогала возникающим партизанским отрядам в провинции боеприпасами, добытыми, во многих случаях ценой жизни членов организации, со складов оккупантов. Часть медикаментов поступала партизанам со склада мужа Лелы, Николаоса Караянниса.
В подпольной деятельности Лела задействовала всех своих детей. Байрон Караяннис в своих воспоминаниях рассказывает о своих многочисленных рискованных миссиях с ранцем, полным боеприпасов и пистолетов, и что самую младшую из детей, Нефели, Лела использовала для передачи записок.
Зисимос Парридос, обеспечивавший организацию оружием и боеприпасами, по заданию Лелы добровольно поступил на службу переводчиком в батальон Холмана дивизии Бранденбург, задействованного в 1943 году против партизан в Средней Греции и в Додеканесской операции.

## Арест и пытки

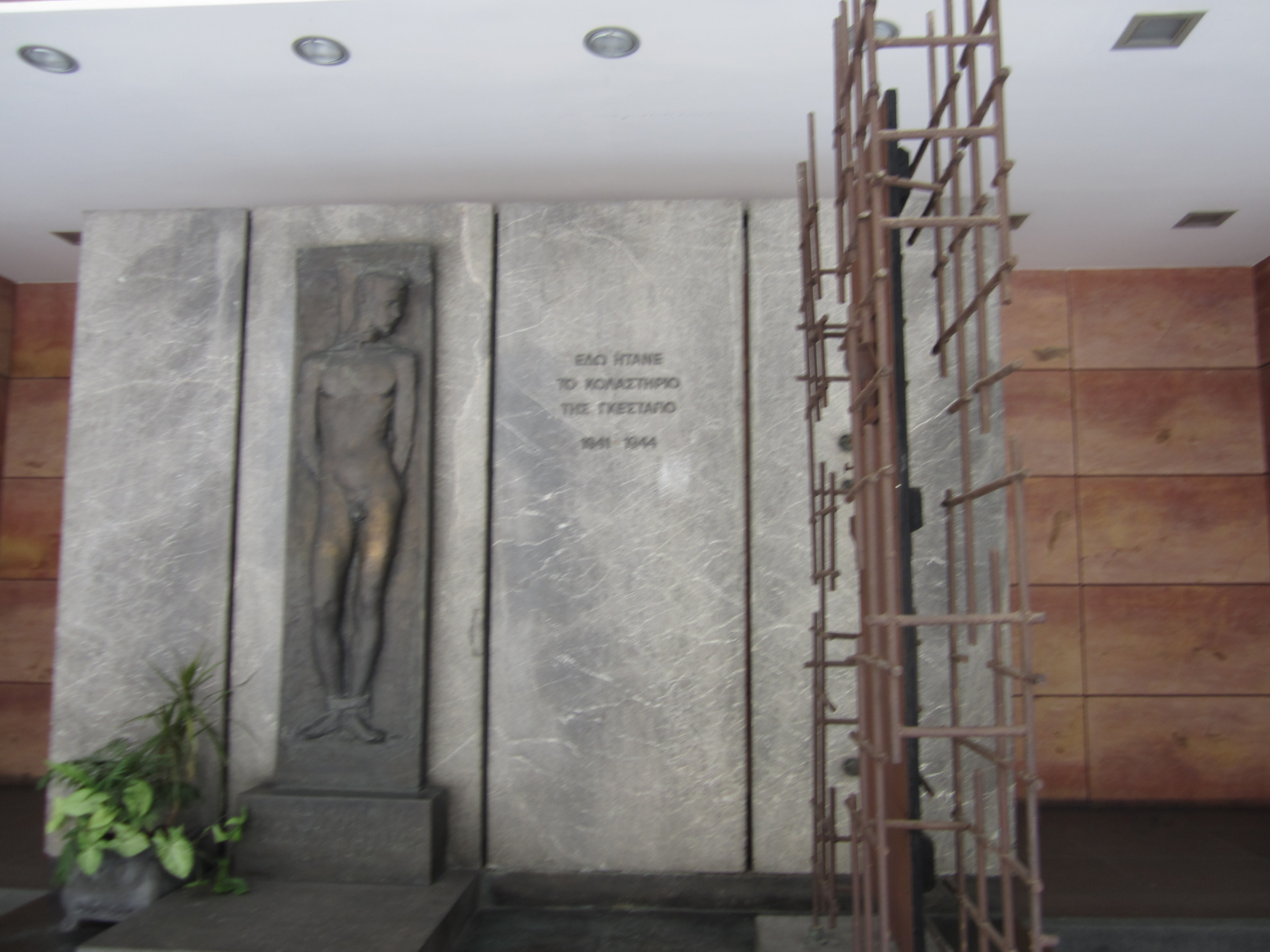
Вход в отделение гестапо по улице Мерлин в Афинах, сегодня

К началу 1944 года обстановка на всех фронтах усилила надежды греков на скорое освобождение, но также усилила немецкий террор. Одновременно оккупационные власти пытались пресечь утечку информации и диверсии и сумели нейтрализовать деятельность многих подпольных организаций.
При этом некоторые из участников подполья были сломлены пытками, что вывело немцев на след других организаций.
Психологическая и физическая нагрузки на Лелу были таковыми, что её товарищи,-врачи Михаил Саракинос и Павлос Вакатацис, вынудили её лечь в больницу.
Первые аресты членов организации «Бубулина» были произведены в июне 1944 года, что вынудило Лелу несколько раз выйти из больницы, для того чтобы дать соответствующие инструкции.
Одновременно Лела получила информацию от своего человека в гестапо, что ожидается и её арест.
Она отказалась от предложения своих сотрудников в греческой полиции спрятаться при их помощи, бросив своих товарищей, считая это дезертирством.
Она также верила, что её арест и возложение на неё ответственности могли уменьшить масштабы арестов, надеясь также, что это могло спасти и её детей.
Она инструктировала своих детей: «Если вас когда либо арестуют немцы, будьте мужественны и не сгибайтесь, потому что это только усугубит ваше положение. …вы ничего не знаете о том что я делала, только так вы спасётесь, не надо плакать обо мне, только думайте о том, что всё что мы сделали, мы сделали для Отечества и это облегчит вам жизнь».
Она также заявляла что верит в Бога и в его помощь в спасении детей.
11 июля 1944 года Лела была арестована в больнице Красного креста. В тот же день были арестованы 5 из её детей. Муж и 2 из детей, Георгий и Элени, сумели избежать ареста.
Арестованных отвезли в Гестапо по улице Мерлин и подвергли пыткам. Они не только не были сломлены пытками, но Лела сумела ударить «кровожадного следователя» Фрица Бекера. Последовавшие пытки были ещё более ужасными. Её подвесили, вывернули руки, сожгли конечности электрическими разрядами, пробили рёбра ручкой двери.
Она не была сломлена и когда к ней привели её сыновей Байрона и Нельсона, окровавленными, с обожжёнными ногами и сломленными руками и Бекер приставил револьвер к вискам Нельсона, угрожая убить его, если она не признается во всём. На что она с гордостью ответила: «Ты требуешь от гречанки матери, чтобы она предала своих товарищей и Отечество, угрожая убийством её детей. Знай, что мои дети принадлежат Греции и их кровь утопит гуннов и всю вашу Германию!»
Бекер не получил ответа на вопросы где находится рация, кто является радистом, кто является источником получаемой информации, где находится капитан Хрисинис и его шхуна.
Он заявил, что дети Лелы ему ещё нужны, и как только он разделается с ними, он отправит её на расстрел.

## Расстрел
Лела и её дети были переведена в концентрационный лагерь Хайдари.
Через месяц, на заре 8 сентября в лагере начались приготовления к очередному расстрелу.
Вместе с Лелой в число смертников вошли её товарищи по организации Яннакис Хупис, майор Сулис, Иоаннис Ризопулос.
Байрон Караяннис, наблюдавший за сценой из своей камеры, описывает, что Георгиос Ризопулос встал на колени перед Лелой и поцеловал её руку, вероятно запрашивая прощения за свою слабость на допросах. Лела великодушно склонилась над ним.
Утром 8 сентября 1944 года, Лела Караянни, вместе с 56 коммунистами, членами Национально-освободительного фронта Греции и других организаций Сопротивления, была расстреляна в роще Дафни, недалеко от концлагеря Хайдари. Перед расстрелом, обращаясь к смертникам, она выкрикнула: «Ребята, выше голову, пусть гунны видят, как эллины умеют умирать за своё Отечество».
Это был последний массовый расстрел, произведенный нацистами в Афинах.
Расстрел был произведен вопреки приказу немецкого генштаба, отменявшего всякий запрограммированный расстрел в Греции, по причине готовившегося ухода немецких войск и был вызван нарушением этого приказа неизвестным немецким офицером из SD.
Прошитое пулями тело Лелы было тайно подобрано друзьями семьи и похоронено на следующий день 9 сентября на Втором кладбище в Патисиа.
Её 5 арестованных детей были освобождены, при посредничестве немки, жительницы Афин, которая воспользовалась переменами в командовании немецкого гарнизона Афин.
Лела и другие борцы Сопротивления не дожили месяц до освобождения греческой столицы городскими отрядами и регулярными частями Народно-освободительной армии Греции.
Греческие коллаборационисты, принявшие участие в преследовании организации «Бубулина» и аресте Лелы, после войны предстали перед судом.

## Праведница мира
Лела Караянни была признана израильским Яд ва-Шемом Праведницей мира за спасение салоникских евреев Соломона Коэна, его жены Регины и маленькой дочке Селли.
Примечательно что семья Коэна, пытавшаяся скрыться в Афинах и не находя укрытия у своих друзей, в полном отчаянии вышла на Лелу в апреле 1944 года, за три месяца до её ареста и расстрела.
Лела приняла и спрятала их в своём доме, несмотря на то что сама находилась под наблюдением.
Соломон Коэн, в своём письме мужу Лелы, писал в 1947 году: «в самый опасный период, когда мы думали что всё потеряно и нет для нас никакой надежды, мы обратились к Леле. Мы были в поном отчаянии и она была нашей последней надеждой. ..Я никогда не забуду тот миг когда она открыла нам дверь. Это случилось в тот период, когда и наиболее близкие наши друзья избегали нас. Она приняла нас в свой дом, хотя хорошо знала что её уже подозревали».
Когда её арест стал неизбежным, что подвергло бы опасности и семью Коэна, Лела позаботилась перевести Коэнов в более надёжное убежище.
Церемония награждения состоялась в посольстве Израиля в Афинах 12.3.2013. Награду принял внук Лелы Караянни, Александрос Папаяннис.

## Признание

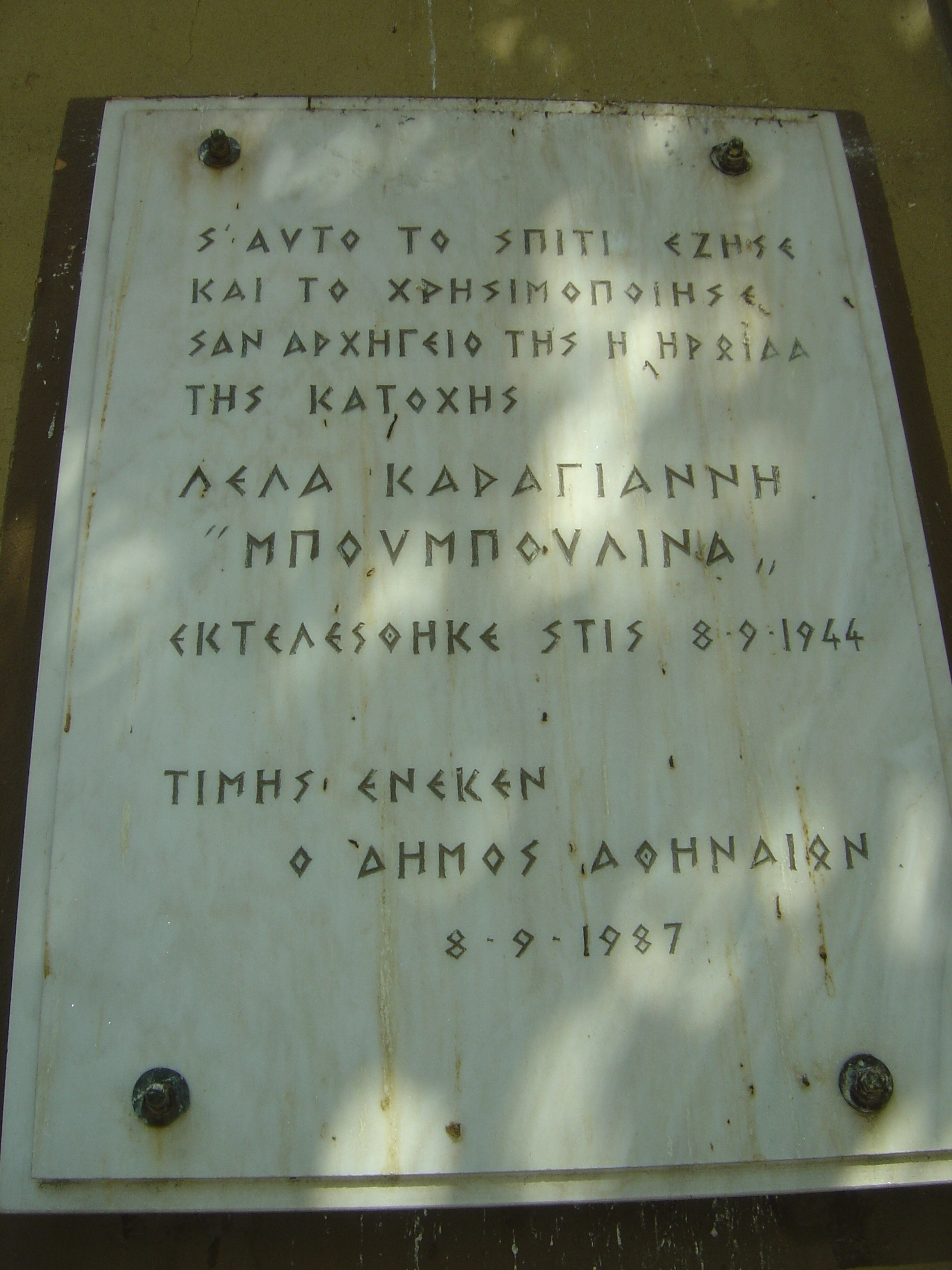
Мемориальная плита на доме Лелы Караянни в Афинах

В отличие от участников прокоммунистических организаций Сопротивления, вклад и жертва Лелы Караянни и её организации были признаны почти сразу после освобождения страны.
На своём заседании 30 декабря 1947 года Афинская академия наградила Лелу Караянни посмертно «Премией Добродетели и Самопожертвования».
В 1958 году бюст Лелы Караянни, работы скульптора Лукии Георганти, был установлен на пешеходной улице между Афинским археологическим музеем и Афинским политехническим университетом.
Её бюсты установлены также в селе Лимни, где она родилась, в столице Эвбеи городе Халкис, в музее Бубулины на острове Спеце.
На её доме в Афинах, по улице Лелы Караянни 1, служившим штабом организации «Бубулина» установлена мемориальная плита.
Дом выкуплен в 1995 году муниципалитетом Афин как памятник.
Её именем также названа площадь в афинском районе Эгалео.
В 2005 году греческий кинорежиссёр Василис Лулес снял документальный фильм с английскими субтитрами «Лела Караянни, аромат героини» («Lela Karayannis, the Fragrance of a Heroine»). В фильме основное повествование ведёт её сын и товарищ по организации «Бубулина», Байрон Караяннис.
Кроме прочего фильм был представлен американской университетской публике.

## Семья
Сын Лелы и товарищ по организации, Нельсон Караяннис, умер в Денвере США 12 ноября 1984, года от сердечного приступа.
Из семи детей Лелы, в жизни осталась только дочь Элени[уточнить].
Внук, океанолог доктор Парарас Караяннис живёт в Гонолулу, 35 лет возглавлял Международный Информационный центр Цунами (ITIC — International Tsunami Information Center) и ныне возглавляет Международное общество цунами (Tsunami Society International) Он же является президентом Международного фонда «Лела Караянни».